# The Eternal Question
Pour plus de détails, voir Fiche technique et Distribution.
The Eternal Question est un film américain réalisé par Burton L. King et sorti en 1916. Il est considéré comme perdu.

## Fiche technique
- Réalisation : Burton L. King
- Scénario : 	Wallace O. Clifton d'après Aaron Hoffman
- Production : Popular Plays and Players
- Distributeur : Metro Pictures
- Durée : 5 bobines[1]
- Date de sortie : 3 juillet 1916

## Distribution
- Olga Petrova : Bianca
- Mahlon Hamilton : Ralph Courtland

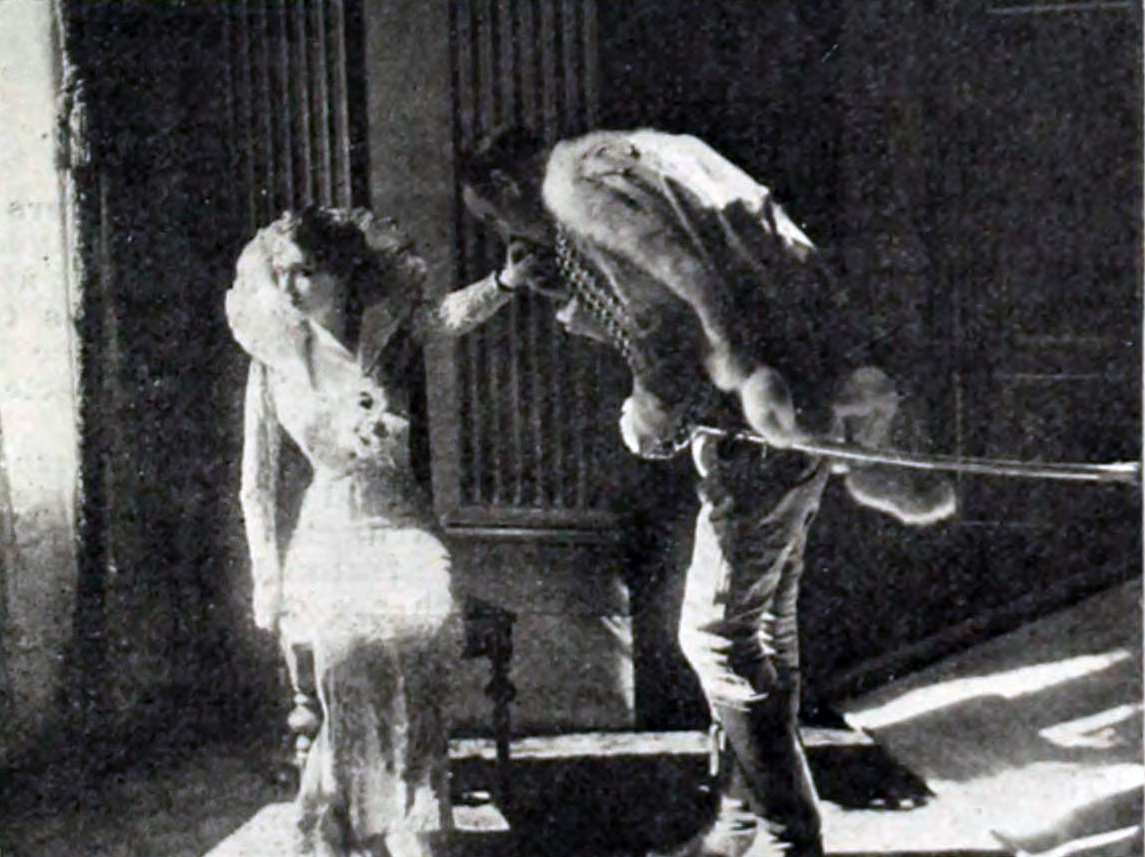
Olga Petrova (à gauche) dans une scène du film.

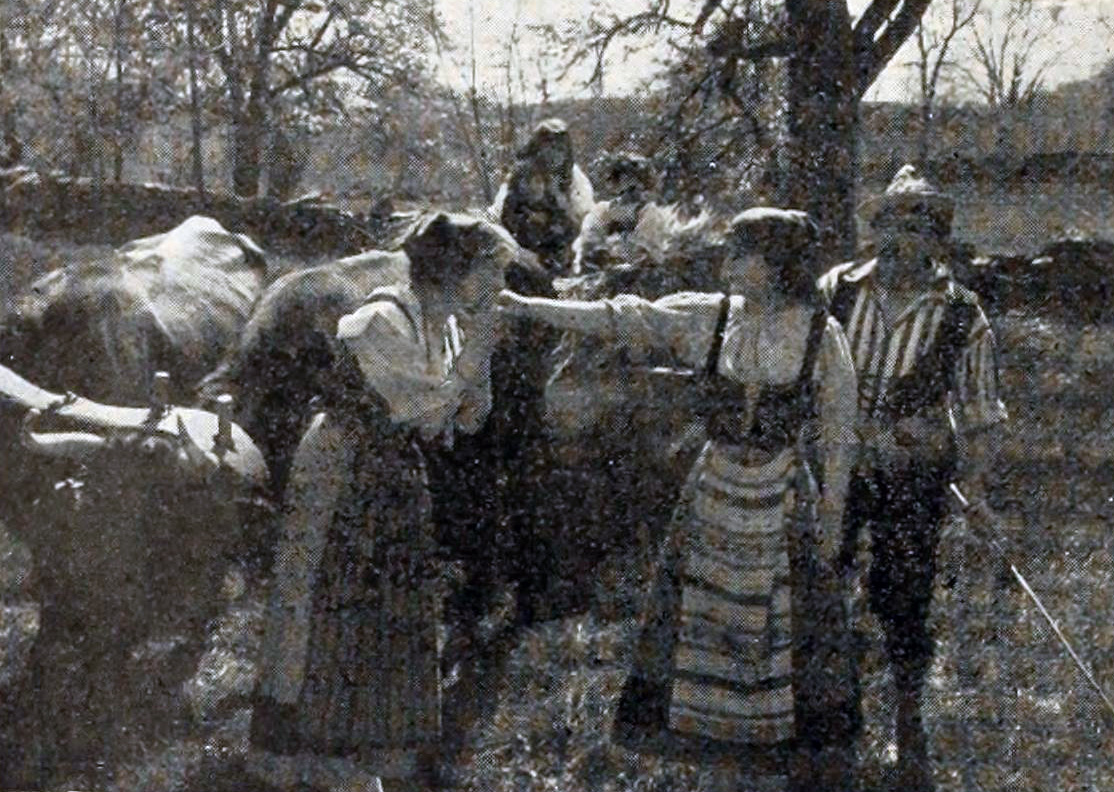
Une autre scène du film.

- Arthur Hoops : Grand Duc de Serdian
- Warner Oland : Pierre Felix
- Edward Martindel : Allen Tait
- Henry Leone : Carlo
- Howard Messimer : Roi de Montenaro
- Evelyn Dumo : Carlotta